# Mandy Berg (Kickboxerin)
Mandy Berg (* 25. Oktober 1997 in München) ist eine deutsche Kickboxerin. Sie ist Profi-Europameisterin in den Gewichtsklassen bis 55,0 kg und bis 57,5 kg in der World Kickboxing and Karate Union.

## Leben
Berg wuchs in München auf. Mit 11 Jahren begann sie mit dem Kickboxen, wechselte dann für fünf Jahre zum olympischen Boxen. Jedoch erkannte ihr Trainer Pavlica Steko das Talent für das Kickboxen. Vor dem Wechsel zum Profi-Kickboxen im Alter von 19 Jahren zeigte Berg eine erfolgreiche Amateur Box-Karriere. Zu ihren Erfolgen zählen Oberbayrische, Bayrische und Deutsche Meisterschaften, dreimalige drittplatzierte Europameisterin und Vize Europameisterin. Nach dem Amateur WM Sieg im Jahre 2017 absolvierte Berg ihren ersten Profi-Kickbox-Kampf auf der Steko’s Fight Night.
Berg ist gelernte Bankkauffrau.

## Erfolge

### Profi-Kickboxen
- Europameisterin der WKU im Vollkontakt Kickboxen bis 55,0 kg
- Europameisterin der WKU im Vollkontakt Kickboxen bis 57,5 kg
- Internationale Deutsche Meisterin der WKU im Vollkontakt Kickboxen bis 55,0 kg[2]

### Amateur-Boxen
- Deutsche Meisterin 2017[4]
- Vize Europameisterin 2015
- Drittplatzierte Europameisterin 2014[5]
- Drittplatzierte Europameisterin 2013
- Drittplatzierte Europameisterin 2012
- Deutsche Meisterin 2013
- Deutsche Meisterin 2012
- Süd-Bayrische Meisterin 2012
- Bayrische Meisterin 2012

### Amateur-Kickboxen
- Weltmeisterin der WKU 2017 im Vollkontakt Kickboxen
- Europameisterin der WKU 2017 im Vollkontakt Kickboxen
- Jugend Süddeutsche Meisterin WKU 2010

## TV-Auftritte
- 2019 Teilnehmerin[6] bei Ninja Warrior Germany – Die stärkste Show Deutschlands
- 2018 Teilnehmerin[7] bei Showdown – Die Wüsten-Challenge